# Фетиндија (Салаж)
Фетиндија (рум. Fetindia) насеље је у Румунији у округу Салаж у општини Месешениј де Жос. Oпштина се налази на надморској висини од 321 m.

## Становништво
Према подацима из 2002. године у насељу је живело 165 становника, од којих су сви румунске националности.